# Kopczikowo
Kopczikowo (ros. Копчиково) – wieś (dieriewnia) w Rosji, w Kraju Permskim, w rejonie bieriozowskim. W 2021 liczyła 375 mieszkańców.